# Swima bombiviridis
O Swima bombiviridis é uma espécie de anelídeo que possui guelras modificadas que podem ser lançadas, iluminando-se por alguns segundos na cor verde.